# Philip Skell
Philip S. Skell (New York, 30 dicembre 1918 – 21 novembre 2010) è stato un chimico statunitense, professore emerito alla Pennsylvania State University, e dal 1977 membro della National Academy of Sciences degli Stati Uniti. Viene spesso definito "il padre della chimica del carbene".

## Biografia
Skell è nato a Brooklyn, New York. Era figlio di Jacob e Molly Lipfriend Skell. Sposò Margo Fosse il 25 dicembre 1948, a Taft.
Skell conseguì la laurea in Scienze presso il City College di New York, il master alla Columbia University e il dottorato alla Duke University. Durante la seconda guerra mondiale Skell ha partecipato nei primi lavori sulla produzione di penicillina presso il National Center for Agricultural Utilization Research.
Il campo delle ricerche di Skell alla Pennsylvania State University era lo studio degli intermedi di reazione come i radicali liberi, gli ioni di carbonio, il tricarbone e il carbene, di cui Skell dimostrò l’esistenza e le proprietà con l’uso di trappole chimiche. 
Il suo contributo allo studio degli intermedi di reazione è stato così descritto: "Un'altra classe di intermedi, contenente atomi di carbonio bivalente, è stata suggerita da John Nef all'inizio di questo secolo, ma le sue idee sono state generalmente respinte. Tuttavia, il concetto è stato ripreso con vigore quando Philip Skell ha dimostrato che il Diclorocarbene CCl2 viene prodotto come un intermedio di reazione. La chimica del carbene è diventata quasi subito oggetto di approfondite ricerche di fisica organica".
Philip S. Skell ha dato inoltre il nome alla "regola di Skell", che fu applicata per la prima volta ai carbeni. La regola, che prevede il percorso più probabile attraverso il quale si formerà un certo composto chimico, è usata in tutte le industrie farmaceutiche e chimiche.
Tra I discepoli di Philip S. Skell ci sono stati alcuni dei più importanti chimici contemporanei, tra cui figura Wolfgang A. Herrmann, che svolse le sue ricerche post dottorali con Skell tra il 1975 e il 1976 e che divenne poi presidente della Technische Universität di Monaco di Baviera.

## Posizioni critiche verso il darwinismo
Philip S. Skell era fortemente critico del darwinismo. Fu uno dei firmatari della dichiarazione promossa dal Discovery Institute A Scientific Dissent from Darwinism. In un articolo del 2005 pubblicato su The Scientist, Skell ha reso noti i risultati di un sondaggio svolto fra 70 eminenti scienziati, ai quali veniva posta la domanda se la teoria di Darwin guidasse realmente la loro ricerca. "Le risposte sono state tutte uguali: No". Nello stesso articolo Skell ha dichiarato che in molti settori della ricerca biologica "la teoria di Darwin non aveva fornito alcuna indicazione percettibile ma veniva accolta come un interessante racconto brillante" e che "Anche se la grande maggioranza dei biologi sarebbe probabilmente d'accordo con il detto di Theodosius Dobzhansky che 'nulla in biologia ha senso se non alla luce dell'evoluzione', la maggior parte può condurre il suo lavoro tranquillamente, senza particolare riferimento alle idee evolutive".

## Pubblicazioni
- Philip S. Skell, Robert C. Woodworth, Structure of Carbene CH2', in Journal of the American Chemical Society, vol. 78, n. 17, 1956,  pp. 4496-4497, DOI:10.1021/ja01598a087.